# Pridvorica (Lajkovac)
Pridvorica (Lajkovac) (em cirílico: Придворица) é uma vila da Sérvia localizada no município de Lajkovac, pertencente ao distrito de Kolubara. A sua população era de 195 habitantes segundo o censo de 2011.

## Demografia
| 1948 | 1953 | 1961 | 1971 | 1981 | 1991 | 2002 | 2011 |
| ---- | ---- | ---- | ---- | ---- | ---- | ---- | ---- |
| 443  | 437  | 412  | 360  | 313  | 277  | 227  | 195  |